# Dark Moor
Dark Moor je španjolski simfonijski metal sastav osnovan 1993. godine u Madridu. Snimili su tri albuma prije drastične promjene u postavi grupe tijekom koje su tri člana grupe krenula u novi projekt i osnovali sastav Dreamaker. Preostala dva člana sastava nastavila su rad pod istim imenom dovevši nove članove prije izlaska novog albuma 2003. godine.

## Životopis
Godine 1999. izdaju svoj prvi album Shadowland, a priliku za promoviranje dobili su kada su bili potpora grupi Demons & Wizards na španjolskoj turneji te otada počinje njihov uspjeh. Kao i kod većine sastava, došlo je do promjena unutar sastava grupe ponajviše zbog glazbenog opredjeljenja i neslaganja oko glazbenog smjera kojim bi sastav trebao ići, no bez obzira na sve to danas je Dark Moor jedan od najistaknutijih power metal sastava.
Nakon albuma The Gates of Oblivion grupu napuštaju Elisa C. martin, Albert Maroto i Jorge Sáez kako bi osnovali svoj vlastiti sastav. To se dogodilo neposredno prije objave novog albuma za koji je većina materijala već bila snimljena. Nakon njihovog odlaska preostala dva člana ustrajali su u svojoj namjeri da održe grupu pa su kao nove članove sastava angažirali Andyja C.-a, Alfreda Romera i Josea Garrida te s njima snimaju album "Dark Moor". Godine 2005. Dark Moor snima album "Beyond the Sea" koji privlači još više obožavatelja.

## Članovi

### Sadašnji članovi
- Alfred Romero – vokali (2003.-danas)
- Enrik Garcia – gitara (1994.-danas)
- Daniel Fernandez – bas-gitara  (2004. – 2008., 2015.–danas)
- Roberto Cappa – bubnjevi (2006.-danas)

### Bivši članovi
- Javier Rubio – gitara (1993. – 1998.)
- Iván Urbistondo – vokali (1996. – 1999.)
- Roberto Peña – klavijature (1994. – 2002.)
- Elisa C. Martin – vokali (1999. – 2003.)
- Albert Maroto – gitara  (1999. – 2003.)
- Anan Kaddouri – bas-gitara (1998. – 2004.)
- Jorge Sáez – bubnjevi (1998. – 2003.)
- Jose Garrido – gitara (2003. – 2004.)
- Jamie Mylles – gitara (2004. – 2006.)
- Andy C. – bubnjevi, klavijature (2003. – 2006.)
- Mario Garcia – bas-gitara (2008. – 2015.)
- Ricardo Moreno – bas-gitara (2015.)

## Diskografija
Studijski albumi
- Shadowland (1999.)
- The Hall of the Olden Dreams (2000.)
- The Gates of Oblivion (2002.)
- Dark Moor (2003.)
- Beyond the Sea (2005.)
- Tarot (2007.)
- Autumnal (2009.)
- Ancestral Romance (2010.)
- Ars Musica (2013.)
- Project X (2015.)
- Origins (2018.)

EP-ovi
- The Fall of Melnibone (2001.)
- Between Light and Darkness (2003.)

Demo uradci
- Dreams of Madness (1998.)
- Flying (1999.)

## Vanjske poveznice
- Dark Moor